# Gymnotus coatesi
Gymnotus coatesi är en fiskart som beskrevs av La Monte, 1935. Gymnotus coatesi ingår i släktet Gymnotus och familjen Gymnotidae. Inga underarter finns listade i Catalogue of Life.